# Novinci
Novinci so naselje v Občini Sveti Andraž v Slovenskih goricah.